# Alonzo Babers
Alonzo C. Babers (Montgomery, 31 de outubro de 1961) é um ex-atleta norte-americano, bicampeão olímpico em Los Angeles 1984.
Nascido no estado do Alabama, Babes cursou a Academia da Força Aérea dos Estados Unidos entre 1979 e 1983, onde jogou futebol americano e praticou atletismo de velocidade, graduando-se em engenharia aeroespacial.
Sua carreira foi bem peculiar e espetacular, surgindo do nada para a glória olímpica e encerrando-se em seguida aos Jogos. Começou a correr em torneios internacionais em 1982, mas no Campeonato Mundial de Atletismo de Helsinque, em 1983, ficou apenas com o sexto lugar no revezamento 4X400 m dos EUA. Nas seletivas americanas para os Jogos de 1984, pela primeira vez correu os 400 m abaixo de 45s, marcando 44s95 na semifinal e 44s86 na final, conseguindo uma vaga na equipe para as Olimpíadas.

Em Los Angeles, Babers abaixou novamente seu melhor tempo, duas vezes, nas quartas-de-final e na final, e conquistou a medalha de ouro com 44s27. 

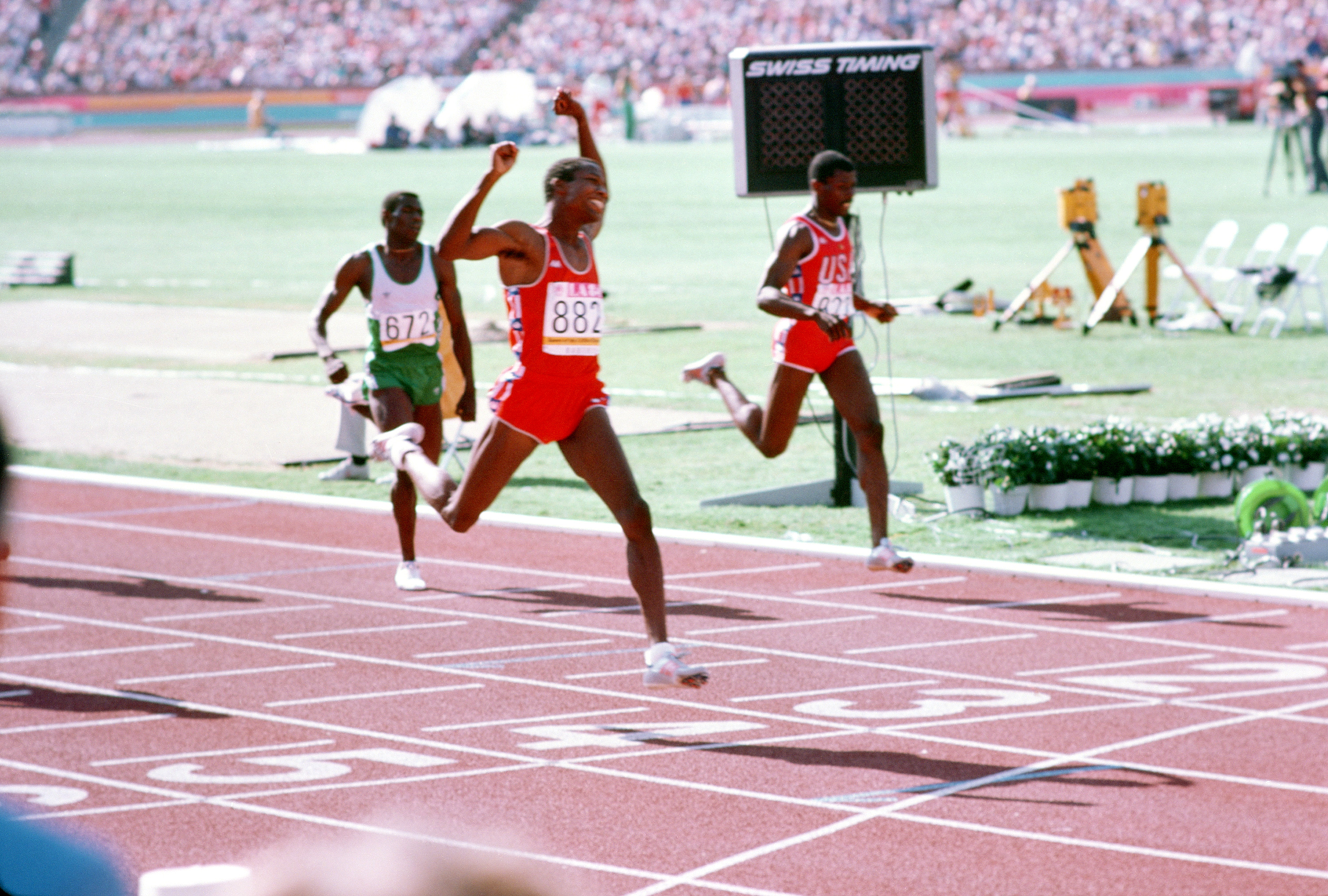
Babers vencendo os 400 m rasos nos Jogos Olímpicos de 1984, em Los Angeles.

Nos 4X400 m, como terceiro homem da equipe norte-americana, ganhou seu segundo ouro olímpico, com a fácil vitória dos Estados Unidos em 2m57s91.
Enquanto treinava e competia nos Jogos Olímpicos, Babers foi promovido a tenente na US Air Force e menos de um mês após tornar-se campeão olímpico, reapresentou-se para treinamento de piloto, encerrando a carreira nas pistas. Esteve na ativa, participando da Operação Tempestade no Deserto, de 1983 a 1991, e continua a ser oficial da reserva da Força Aérea. Hoje é piloto de Boeing 777 na United Airlines.